# Christina's World
|  | Om sangen af samme navn med Men Without Hats se artiklen om albummet No Hats Beyond This Point |
Christina's World er et maleri fra 1948 af den amerikanske maler Andrew Wyeth og et af de mest kendte amerikanske malerier fra midten af det 20. århundrede. Det forestiller en kvinde kravle på en træløs brun-orange mark. Hun ser op på og kravler hen imod et gråt hus i horisonten. En stald og forskellige små udhuse støder op til huset.
Denne tempera er udført i realistisk stil. Den er udstillet i Museum of Modern Arts permanente samling. I juli 2010 i et "interstitielt rum" (engelsk "interstitial space") i nærheden af toiletterne på femte sal.

## Baggrund
Kvinden på billedet er Christina Olson (3. maj 1893 – 27. januar 1968). Hun led af polio, der lammede hendes underkrop. Wyeth blev inspireret til maleriet, da han gennem et vindue inde fra huset så hende kravle over en mark. Wyeth havde en sommerbolig i området og var ven med Olson og brugte hende og hendes yngre bror som motiv på malerier fra 1940 til 1968. Selvom Olson var inspiration og motiv for malerier, så var hun ikke den primære model.  Wyeths hustru Betsy poserede med sin torso som model for maleriet. Wyeth bruge Christina Olsons ben og justerede disse til at stemme overens med hustruens torso, således at det kom til at passe til figuren i maleriet. Wyeth brugte også Christina Olsons favoritkjole og hendes hus i en let revideret udgave. Olson var 55, da Wyeth malede hende.
Huset på maleriet er kendt som Olson House i Cushing i Maine. Det er åbent for offentligheden som en del af Farnsworth Museum,, er på USA National Register of Historic Places og er blevet restaureret for at ligne maleriet [kilde mangler]. På maleriet skilte Wyeth huset fra laden og ændrede den omliggende jord.

## Eksterne links
- Billedet